# 13529 Yokaboshi
13529 Yokaboshi eller 1991 RE1 är en asteroid i huvudbältet som upptäcktes den 1 september 1991 av den japanska astronomen Tsutomu Seki vid Geisei-observatoriet. Den är uppkallad efter Yokaboshi.